# Napier (motoryzacja)
Napier – brytyjska firma znana w latach 20. i 30. XX wieku z produkcji samochodów.
Została założona w 1848 przez Davida Napiera i jego syna Jamesa w Londynie. Działała w branży metalowej. Po śmierci ojca James skoncentrował się na produkcji maszyn menniczych. Jego syn Montague Napier zainteresował się motoryzacją i w 1895 rozpoczął budowę pierwszych modeli. Skupił się na budowaniu samochodów wyższej klasy. Brał też udział w wyścigach. W 1902 znany kierowca wyścigowy Selwyn Edge wygrał prestiżowe zawody o puchar Gordona Benetta. Oprócz tego specjalizowano się w budowie silników, w tym lotniczych i montowanych w statkach. Łódź Napier II w 1905 pobiła światowy rekord prędkości, osiągając prędkość 56 km/h.
W czasie I wojny światowej skoncentrowano się na budowie silników lotniczych. Najbardziej znany był model Napier Lion.
Po wojnie silnie konkurowano z Rolls-Roycem. Zamierzano wykupić zakłady Bentleya, jednak oferta Napiera przegrała z propozycją Royce’a. Trudności na rynku motoryzacyjnym pogłębiały się i zaprzestano montować samochody osobowe, koncentrując się na silnikach. Po II wojnie światowej przedsiębiorstwo ulegało wielu przekształceniom. Wreszcie dział silników lotniczych wykupił Rolls-Royce w 1961.

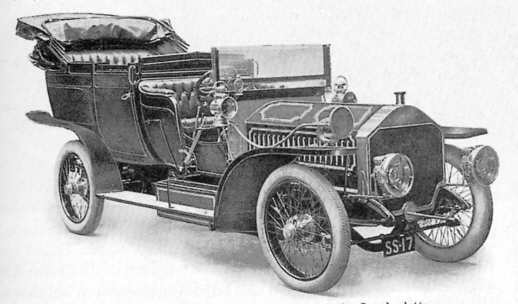
Napier model 60 HP z 1907 roku
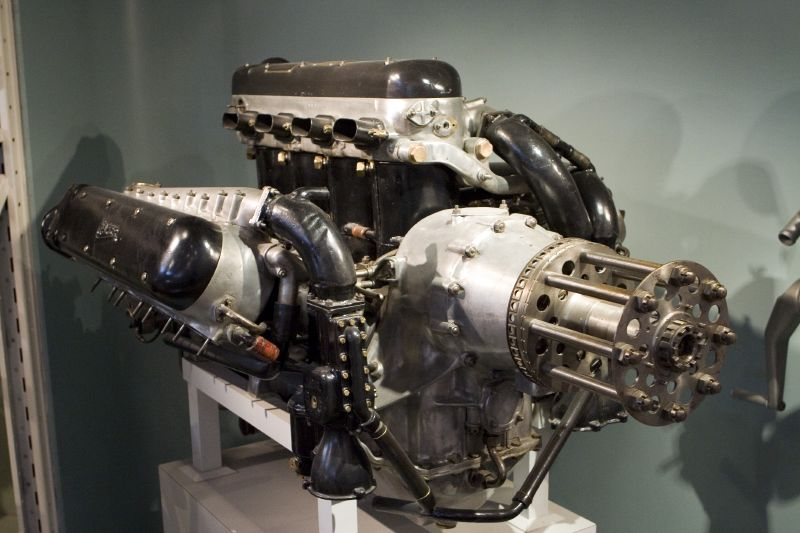
Silnik lotniczy Napier Lion II